# Красный Луч (Славяносербский район)
Красный Луч (укр. Красний Луч) / Мамушево (укр. Мамушеве) — село, относится к Славяносербскому району Луганской области Украины. Де факто — с 2014 года населённый пункт контролируется самопровозглашённой Луганской Народной Республикой.

## Население
Население по переписи 2001 года составляло 941 человек.

## География
Село расположено на правом берегу реки Лугани. Соседние населённые пункты: Новодачное на северо-западе, город Зимогорье на западе (оба выше по течению Лугани); посёлки Лотиково на юго-западе, Родаково, Юрьевка и Белое на юге, сёла Гаевое и Весёлая Тарасовка на юго-востоке; сёла Замостье, Говоруха, Сабовка на востоке, Новосёловка на северо-востоке (все четыре ниже по течению Лугани); Суходол (на левом берегу Лугани) на севере.

## История
Село основано в 1930-х годах в связи с организацией совхоза «Переможец».
В 2014 году проходили ожесточённые боевые действия, сопровождавшиеся разрушением инфраструктуры (см. Вооружённый конфликт на юго-востоке Украины).
12 мая 2016 года Верховная Рада Украины переименовала населённый пункт в Мамушево в рамках кампании по декоммунизации на Украине. Решение не признано местными фактическими властями.

## Общие сведения
Почтовый индекс — 93744. Телефонный код — 6495. Занимает площадь 1,48 км². Код КОАТУУ — 4424555903.

## Местный совет
93743, Луганская обл., Славяносербский р-н, пгт. Родаково, кв. Ленина, 15а